# Schaltlichtbogen
Ein Schaltlichtbogen ist ein serieller Lichtbogen (umgangssprachlich Funke), der beim Trennen zweier stromdurchflossener elektrischer Kontakte entsteht. Bei kleinen Strömen treten nur so genannte Abreißfunken oder Schaltfunken auf, die von selbst verlöschen. Bei größeren Strömen wird die Entstehung des Lichtbogens durch spezielle Bauteile verhindert bzw. ein schnelles Zusammenbrechen (z. B. durch eine Lichtbogenlöschkammer) des Funkens erreicht, um eine Beschädigung der Kontakte durch die hohen Temperaturen zu verhindern. Diese Maßnahmen sind als Funkenlöschung bekannt.

## Ursachen

Bildung des Schaltlichtbogens bei Kontakttrennung

Schaltfunken und Schaltlichtbögen entstehen, weil der elektrische Strom nach Öffnen der Kontakte in Form einer Funkenentladung oder einer Bogenentladung weiterfließt wie in nebenstehender Skizze dargestellt. Bei geschlossenen Kontakten, unter a. dargestellt, liegt eine in etwa homogene Stromverteilung vor, dargestellt durch rote Stromfäden. Bei Kontakttrennung kommt es zunächst zu einer Konzentration der Stromdichte am letzten Kontaktpunkt, unter b. dargestellt. Bei weiterer Öffnung bildet sich dann an jenem Punkt bzw. Punkten der Lichtbogen zwischen den Kontakten aus, wie unter c. dargestellt.
Ursache ist die geringe Durchschlagsfestigkeit des Isolationsmaterials wie Luft zwischen den noch nicht weit geöffneten Kontakten, wodurch diese Isolationsmaterialien ionisiert werden. Eine solche Entladung wird zusätzlich gefördert, wenn sich im Moment des Abhebens der Kontakte voneinander durch den Stromfluss über einem geringen Querschnitt und hohe Stromdichten an den Abrisspunkten heiße Stellen bilden, die Glühemission und die Nachlieferung von Metallionen bewirken. Durch Stoßionisation wie bei einer Gasentladung sinkt nun die Brennspannung und erschwert die Unterbrechung.
Besonders problematisch ist das Abschalten induktiver Lasten (Motoren, Schützspulen, Elektromagnete, Transformatoren). Hier bewirkt die im magnetischen Feld der Induktivität gespeicherte Energie einen Weiterfluss des Stromes – die Spannung über den Kontakten steigt beim Öffnen dann augenblicklich auf sehr hohe Werte an. Daher kann hier auch dann ein Schaltlichtbogen auftreten, wenn die Betriebsspannung weit unterhalb der Brenn- bzw. Zündspannung des Bogens liegt.
Bei Wechselstrom und einer ohmschen Last (Spannung & Strom phasengleich) wird der Stromfluss im Nulldurchgang gestoppt, bis die Spannung wieder groß genug ist um den Lichtbogen wieder zu zünden. Bei einer induktiven Last (Strom eilt der Spannung hinterher) erlischt der Lichtbogen ebenfalls, wenn der Strom seinen Nulldurchgang hat. Durch die voreilende Spannung ist aber die Wiederzündspannung schneller erreicht, so dass die Unterbrechung deutlich kürzer ist als zuvor beschrieben. Durch die verkürzte Auszeit ist eine Wieder-Ionisierung der Strecke außerdem noch leichter möglich. Somit erlischt der Schaltlichtbogen schwerer als bei einer rein ohmschen Last.

Bei einer kapazitiven Last (Strom eilt vor) ist es genau umgekehrt. Beim Nulldurchgang des Stromes sinkt die Spannung noch weiter Richtung 0 und braucht somit deutlich länger um wieder eine entsprechende Zündspannungshöhe zu erreichen. In dieser Zeit hat sich die Funkenstrecke aber meist de-ionisiert, und sich dadurch der Widerstand erhöht, was ein erneutes Zünden auch nochmal deutlich erschwert.
Die Kontakte von Schaltschützen sind aus diesem Grund bei stark induktiven Lasten (als AC-3 bezeichnete Lastart) für geringere Schaltströme als bei Widerstandslast (Lastart AC-1) spezifiziert, diese Belastung wird in der Gebrauchskategorie festgelegt. Bei sehr viel höheren Frequenzen verhalten sich Schaltlichtbögen ähnlich problematisch wie bei Gleichspannung, sie sind bei Hochfrequenz sogar noch schwerer zu löschen, da hier auch Verschiebungsströme zur Ionisierung beitragen.
Bei Gleichspannung fehlt der Nulldurchgang, so dass diese Möglichkeit dieser (eigenständigen) Löschung entfällt. Hier muss die Trennstrecke ausreichend groß sein, und dieser Abstand auch dementsprechend schnell erreicht werden, damit der Lichtbogen sicher und schnell abreißt.

## Folgen
Schaltfunken und Schaltlichtbögen führen zu Störemissionen und zu Kontaktverschleiß. Wird der Lichtbogen nicht schnell genug unterbunden oder gelöscht, führt dies insbesondere bei hohen Strömen und Spannungen zur Zerstörung der Schaltkontakte durch Kontaktabbrand. Dies kann im schlimmsten Fall dazu führen, dass Kontakte zusammengeschweißt werden und nicht mehr getrennt werden können. Durch die extrem hohen Temperaturen von einigen tausend °C besteht – abhängig von der unmittelbaren Umgebung – die Gefahr, andere Gegenstände zu entzünden und einen Brand auszulösen.
Auch selbst verlöschende Schaltfunken führen auf Dauer zu Kontaktverschleiß und vorzeitigem Ausfall von Relais und Schaltern. Bei der Angabe der maximalen Anzahl der Schaltzyklen von Relais und Schaltschützen wird daher zwischen mechanischer Zyklenzahl und Zyklenzahl unter elektrischer Nennlast unterschieden. Beide Schaltzyklenzahlen weichen oft um den Faktor 10 voneinander ab.